# Graham E. Bell
| 18055 Fernhildebrandt | 11 ottobre 1999  |
| 19619 Bethbell        | 16 agosto 1999   |
| 19630 Janebell        | 2 settembre 1999 |
| 20673 Janelle         | 3 novembre 1999  |
| 21651 Mission Valley  | 19 luglio 1999   |
| 22791 Twarog          | 14 giugno 1999   |
| 23989 Farpoint        | 3 settembre 1999 |
| 24265 Banthonytwarog  | 13 dicembre 1999 |
| 24305 Darrellparnell  | 26 dicembre 1999 |
| 24308 Cowenco         | 29 dicembre 1999 |
| 25594 Kessler         | 29 dicembre 1999 |

Graham E. Bell (...) è un astronomo statunitense.
Bell lavora all'osservatorio Farpoint di Eskridge nel Kansas. Il Minor Planet Center gli accredita la scoperta di 54 asteroidi, effettuate tra il 1998 e il 2000, di cui parte in collaborazione con Gary Hug. Ha inoltre coscoperto con Gary Hug la cometa 178P/Hug-Bell. 
Nel 2000 ha ricevuto il Edgar Wilson Award .